# Inácio Correia Pamplona
Inácio Correia Pamplona (Santa Sé do Salvador da Ilha Terceira, Angra, Ilha Terceira, 5 de setembro de 1729 – Matosinhos, São João del-Rei, 1810) foi um comerciante, mestre de campo, sertanista  e político português. Ele é mais conhecido por ser um dos delatores da conspiração com pretensões de independência de Portugal, denominada Inconfidência Mineira, onde foram delatados Joaquim José da Silva Xavier, o Tiradentes, e outros participantes do movimento.

## Primeiros anos e família
Inácio Correia Pamplona nasceu em 5 de setembro de 1729, na Santa Sé do Salvador da Ilha Terceira e cidade de Angra, em Portugal. Ele e sua irmã gêmea, Rita Pamplona, foram batizados em 11 de setembro do mesmo ano. Seus pais, Manuel Correia de Mello e Francisca Xavier Pamplona, eram de origem simples e humilde, com o pai atuando como feitor e criado particular de famílias proeminentes da Ilha Terceira.
Pamplona imigrou para a América Portuguesa entre os dez e onze anos de idade (por volta de 1739-1740), acompanhado de um tio franciscano. Após uma breve passagem pelo Rio de Janeiro, fixou-se em Minas Gerais, inicialmente na freguesia das Congonhas do Campo, onde residiu com outro tio, Inácio Cardoso Pamplona. Começou cedo a trabalhar como tropeiro, transportando e vendendo mercadorias entre o Rio de Janeiro e freguesias mineiras como Congonhas, Itabira e Vila Rica.
Posteriormente, estabeleceu residência no Arraial da Passagem, próximo a Mariana. Ali, casou-se em 1752 com Eugênia Luísa da Silva, uma mulata e filha natural de uma escrava liberta da nação Mina, Teresa Francisca Santarém, que se ocupava como quitandeira. Este casamento é visto como um indicador de suas origens comerciais e talvez um meio de expandir suas redes mercantis. Juntos, tiveram seis filhos: o padre Inácio Correia Pamplona Corte Real, Teodora Angélica de Santa Rosa, Rosa Maria do Sacramento, Inácia Felícia Correia Pamplona, Simplícia Correia Pamplona e Bernardina Correia Pamplona. Suas filhas, com exceção de Bernardina que se casou com um parente, foram recolhidas à Casa de Misericórdia de Macaúbas, uma prática que visava manter o patrimônio da família e proclamar sua religiosidade e posição social. Seu filho foi destinado à vida eclesiástica, mas também perpetuou a linhagem.
É sugerido que Pamplona tenha abandonado a conspiração de Vila Rica, quando os inconfidentes decidiram manter a escravidão em Minas Gerais.
"1751-Passagem de Mariana. Oradores: Inácio Correia Pamplona e Eugênia da Silva. Ele português nascido e batizado na freguesia da Sé da cidade de Angra do Heroísmo; filho de Manoel Correia e Francisca Xavier, residente na Passagem de Mariana. Ela nascida, batizada e residente na Capela da Glória, Arraial da Passagem; filha natural de Eugênio Luiz da Silva e Tereza Francisca, preta forra."

## Ascensão e atuação nos sertões mineiros
Inácio Correia Pamplona construiu sua fortuna e prestígio através de atividades comerciais e, principalmente, de suas incursões como sertanista.
Ele se mudou para a Comarca do Rio das Mortes por volta de 1760, onde acumulou um vasto patrimônio econômico e títulos militares, tornando-se um "potentado local". A Comarca do Rio das Mortes, com sede em São João del-Rei, era uma região em expansão, com vocação para a agricultura e o comércio.

### O conceito de sertão
No século XVIII, o "sertão" em Minas Gerais era uma área vasta e indefinida, vista tanto como um local desconhecido, inóspito e habitado por "selvagens bárbaros" (quilombolas, indígenas, vadios) quanto como uma região de imensas riquezas (ouro, diamantes, terras férteis). A Coroa portuguesa e as autoridades coloniais buscavam "civilizar" e controlar essas áreas, transformando-as em espaços produtivos e submetidos ao poder colonial. Para legitimar as expedições, criaram-se representações negativas da população indígena e quilombola, justificando sua "limpeza" ou "extermínio".

### As expedições sertanistas
Pamplona foi um dos principais executores desse projeto de conquista e "civilização". Ele liderou inúmeras expedições militares ao sertão oeste de Minas Gerais, com o objetivo de exterminar indígenas e quilombolas, e de incorporar esses territórios à administração portuguesa. Suas campanhas eram realizadas a suas próprias custas, embora ele constantemente buscasse compensações da Coroa.
- Primeiras Experiências (1763-1767): Pamplona já estava envolvido em negociações sertanistas em 1763, visando coibir o contrabando de ouro.[2] Em 1764, ele fez sua primeira entrada nas nascentes do Rio São Francisco, a convite do governador Luís Diogo Lobo da Silva, com o objetivo de povoar, encontrar ouro, destruir quilombos e "vadios".[2] Como resultado, ele obteve sua primeira Carta de Sesmaria em 1º de dezembro de 1767, além de conseguir sesmarias para suas cinco filhas, todas de três léguas em quadra.[2] Essa prática o tornou, na prática, um dos maiores latifundiários da região, apesar das leis que proibiam a concessão de múltiplas sesmarias a familiares.[2]
- A Grande Expedição de 1769: Sob o comando do Conde de Valadares, governador da Capitania de Minas Gerais, Pamplona liderou a mais notável de suas expedições.[2] Os objetivos principais eram ocupar, demarcar e conceder sesmarias, descobrir novas jazidas de ouro e pedras preciosas, e combater quilombos.[2] A expedição, de caráter militar, contava com 58 escravos armados de Pamplona, além de músicos e um capelão.[2] Durante a marcha, eles construíam igrejas e capelas (como a de Santa Ana de Bambuí, local conhecido pelos quilombolas como Mammoí ou Mamboy, "rio de águas sujas" em língua tupi) e abriam caminhos, incluindo uma ponte de mais de 300 palmos sobre o Rio São Francisco.[2] Pamplona também atuou como sesmeiro, recebendo e doando terras, o que gerou conflitos e disputas pela posse.[2] A expedição, embora não tenha encontrado ouro ou capturado muitos quilombolas (que se deslocavam para o interior), resultou na posse de vastas terras pela Câmara de São João del-Rei e sua distribuição.[2]
- Expedições Posteriores (1773, 1781, 1782): Pamplona continuou suas incursões, buscando ouro (como no Indaiá) e enfrentando os indígenas Caiapós e quilombolas.[2] Ele também se envolveu em disputas de fronteira com a Capitania de Goiás, demarcando o território mineiro.[2] Pamplona também se disse responsável por diversas incursões no interior brasileiro, destruindo aldeias indígenas e refúgios de escravos, incluindo o Quilombo do Campo Grande (1784), ). Este local viria a ser o embrião do futuro município de Bambuí, antes fora um Quilombo da Confederação Quilombola do Rei Ambrósio. Apenas Pamplona atribui a si mesmo a destruição do quilombo.[4] Porém, farta documentação primária, a exemplo daqueles do Arquivo Público Mineiro e arquivos do Conselho Ultramarino (AHU), comprovam que o quilombo foi destruído por Bartolomeu Bueno do Prado em 1759; Pamplona teria apenas ocupado a região a mando do conde Valadares.[5][6] Também, apesar de suas insinuações, nunca destruiu aldeia de índio nenhum, nem nas Minas e nem no Triângulo, então Goiano, como se depreende de dezenas de documentos fidedignos das Capitanias de Goiás e das Minas Gerais.

### Títulos e Reconhecimento
Por seus serviços, Pamplona acumulou importantes títulos militares, como Mestre de Campo Regente e Guarda Mor, e uma grande quantidade de sesmarias, tornando-se o maior latifundiário de Minas Gerais, segundo Laura de Mello e Souza. Ele constantemente solicitava mercês reais, alegando seu papel no desbravamento e povoamento do sertão. No entanto, seus pedidos de hábitos de Ordens Militares foram frequentemente negados, possivelmente devido à sua origem humilde e à percepção de "ambição excessiva" por parte do Conselho Ultramarino.
Pamplona foi enaltecido por seus companheiros como um semideus, comparado a figuras mitológicas e históricas como Hércules, Moisés e Xerxes. Essa "visão romantizada" era, em parte, uma retórica exagerada para autopromoção e obtenção de benefícios junto às autoridades coloniais.

## Inconfidência Mineira
Inácio Correia Pamplona é conhecido como o terceiro delator da Inconfidência Mineira, juntamente com Joaquim Silvério dos Reis e Basílio de Brito Malheiro. Seu envolvimento na conjura de 1789 é misterioso e amplamente debatido na historiografia.
Pamplona dirigiu uma carta-denúncia ao governador Luís Antônio Furtado de Mendonça, o Visconde de Barbacena, em 20 de abril de 1789, semanas após a denúncia inicial de Silvério dos Reis. Apesar de sua carta expressar "consternação" e "horror", a demora em denunciar e a superficialidade do relato levantam suspeitas sobre seu envolvimento prévio e uma possível dissimulação.
Ele desfrutou de proteção por parte do Visconde de Barbacena, que, possivelmente comprometido, impediu que Pamplona fosse devidamente investigado ou deposto pela segunda devassa, conduzida por juízes do Rio de Janeiro. Isso lhe permitiu escapar das graves punições (forca e degredo) impostas a outros inconfidentes.
No entanto, essa proteção não lhe rendeu as gratificações esperadas pela denúncia; o ministro Martinho de Melo e Castro negou seus pedidos, considerando sua denúncia "excessivamente morosa" e observando que "bastante graça se lhe faz de não ser contado entre o número de culpados". O processo de 1789 contra os inconfidentes, então chamado de Devassa, foi baseado nas denúncias de Joaquim Silvério dos Reis. As denúncias dos demais denunciantes, Basílio de Brito Malheiro do Lago, Francisco de Paula Freire de Andrade, Francisco Antônio de Oliveira Lopes, Domingos de Abreu Vieira e Domingos Vidal Barbosa Lage  e inclusive de Pamplona, chegaram tarde e, por isso, não foram consideradas e nem premiadas.
Em seu Processo de Justificação, impetrado em 1804, onde relata supostos fatos dos 40 anos de sua vida a serviço do Rei na Capitania Mineira para, ao final, pedir prêmios e honrarias, ele nega ter sido um traidor, mas, sim, uma espécie de espião do governador Barbacena, infiltrado para combatê-la, juntando documentos para provar que esse Governador o encarregara das prisões do Padre Rolim e de Luís Vaz de Toledo Piza, irmão do Padre Carlos Correia de Toledo, bem como do Padre José Lopes de Oliveira, irmão do Coronel Francisco Antônio de Oliveira Lopes, ambos também inconfidentes, entre outros. O que foi desmentido claramente pelos julgadores de sua Justificação.

## Morte e legado
Inácio Correia Pamplona faleceu em 1810, em São João del-Rei. Seus últimos anos foram marcados por "atormentações" e "remorsos", expressos em cartas a seu filho, o padre Inácio Correia Pamplona Corte Real, onde descrevia visões e a consciência de seus "pecados".
Pamplona foi eleito Imperador do Divino no ano de 1810, mesmo ano que faleceu. Seu testamento está no arquivo regional do IPHAN, situado em São João del-Rei e contém um recibo de doação para o festejo do Espírito Santo, cujo teor é o seguinte:

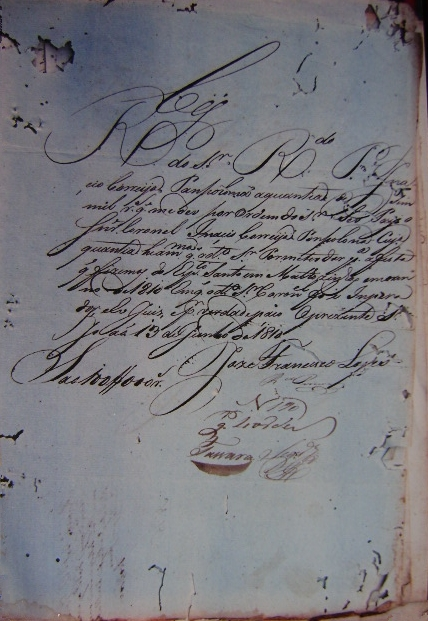
Recibo do Testamento de Inácio Correia Pamplona

"Recibo dado ao Padre Inácio Correia Pamplona, referente à ajuda que seu pai deu à Festa do Divino do ano de 1810. Recebi do Sr. Reverendo Pe. Inácio Correia Pamplona, a quantia de cem mil réis que me deu por ordem do Sr. seu pai o Senhor Coronel Inácio Correia Pamplona, cuja quantia é a mesma, que o dito Sr. prometeu dar para a festa que fizemos do Espírito Santo em Matttosinhos em ano de 1810, quando o Sr. Coronel foi Imperador e eu Juiz. Por ser verdade faço o presente. São João, 13 de junho de 1810 – José Francisco Lopes."
Seu testamento, elaborado em 1810, revela uma preocupação com a salvação da alma, com numerosas disposições para missas, esmolas e um sepultamento com rituais cristãos, seguindo as normas das irmandades leigas das quais fazia parte. O documento também detalha sua fortuna, que, embora considerável, estava acompanhada de "imensas dívidas".
Ele utilizou estratégias para favorecer seu único filho homem, o padre Inácio, transferindo propriedades e serviços militares por meio de escrituras públicas, o que gerou disputas com suas filhas. Além disso, em seu testamento, Pamplona concedeu alforria a quatorze de seus escravos, alguns imediatamente e outros pelo sistema de coartação, "pelos bons serviços que de todos eles tenho recebido".
Apesar de sua riqueza, os últimos vinte anos de vida de Pamplona foram "consumidos" por dívidas e pelo aparente descaso das autoridades metropolitanas, que não lhe concederam o prestígio ou as mercês que buscava após a Inconfidência. Sua figura permanece complexa, oscilando entre o "herói" construído por seus seguidores e o homem "bruto e rústico" que utilizou a violência para afirmar seu poder e fortuna.
Pamplona é frequentemente descrito nos documentos apresentados pelo historiador Tarcísio José Martins - alguns de autoria do próprio Pamplona - como manipulador e oportunista e, coerente com os documentos primários apresentados pelo historiador, ele frequentemente distorcia fatos para obter vantagens. Após relatar 40 anos de serviços ao Rei de Portugal, o Procurador da Coroa negou suas petições, afirmando que seus "serviços não foram prestados diante dos inimigos, com balas zunindo, mas em circunstâncias tranquilas, e os gastos foram arbitrários". Também o governador dom Antônio de Noronha o acusou de fazer relatos de serviços e obras que, na verdade, nunca prestara e, de portanto, ser contumaz inventor de tais fatos.